# Volf Bergraser
Le Dr Volf Bergraser (4 janvier 1904 - 13 novembre 1986) est un joueur d'échecs français. Il était grand maître aux échecs par correspondance.

## Jeu devant l'échiquier
Bergraser gagna deux fois le championnat de France, en 1957 à Bordeaux et en 1966 à Grenoble. Cinq fois, il représenta son pays aux Olympiades d'échecs : en 1954 à Amsterdam, en 1958 à Munich, en 1960 à Leipzig, en 1962 à Varna et en 1964 à Tel-Aviv. Au tournoi des grands maîtres à Monte-Carlo en 1967, il dut abandonner à cause d'une pneumonie.

## Échecs par correspondance
De 1953 à 1955, il fut trois fois champion de France en échecs par correspondance. Il se qualifia pour la finale du 2e championnat du monde d'échecs par correspondance (12e place) et pour la finale du 4e championnat du monde (11e place). Il fut souvent invité à des tournois jubilaires importants.
En 1959, il devint maître international d'échecs par correspondance ; en 1981 il reçut le titre de grand maître.

## Vie privée
Bergraser était médecin.

## Source
- (de) Cet article est partiellement ou en totalité issu de l’article de Wikipédia en allemand intitulé « Volf Bergraser » (voir la liste des auteurs).